# Gesegmenteerde spiegel

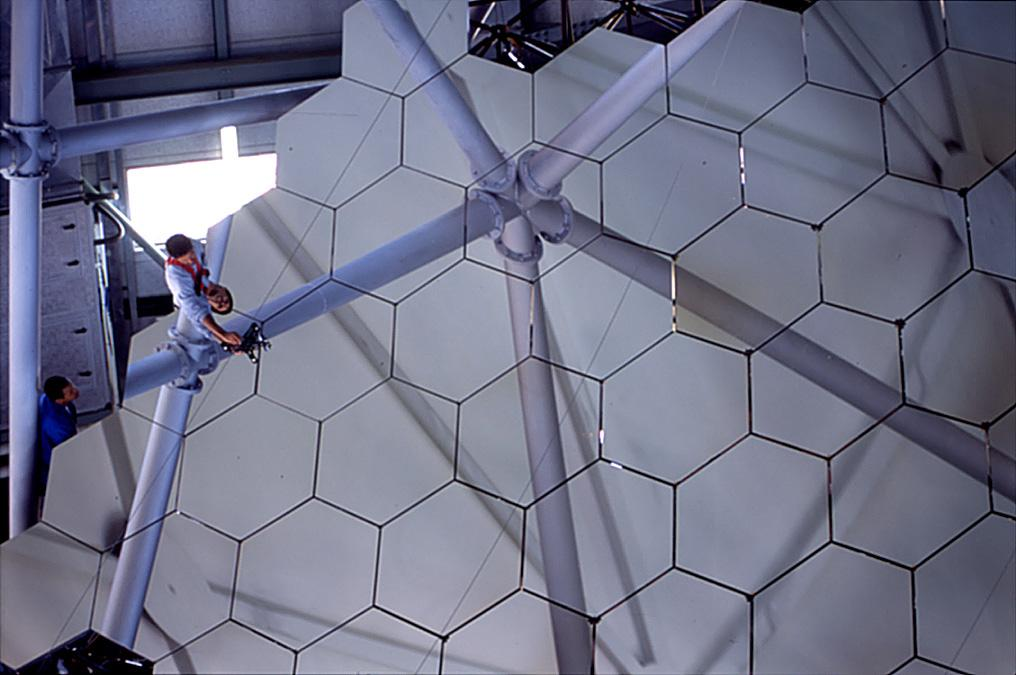
Gesegmenteerde spiegel van de Southern African Large Telescope

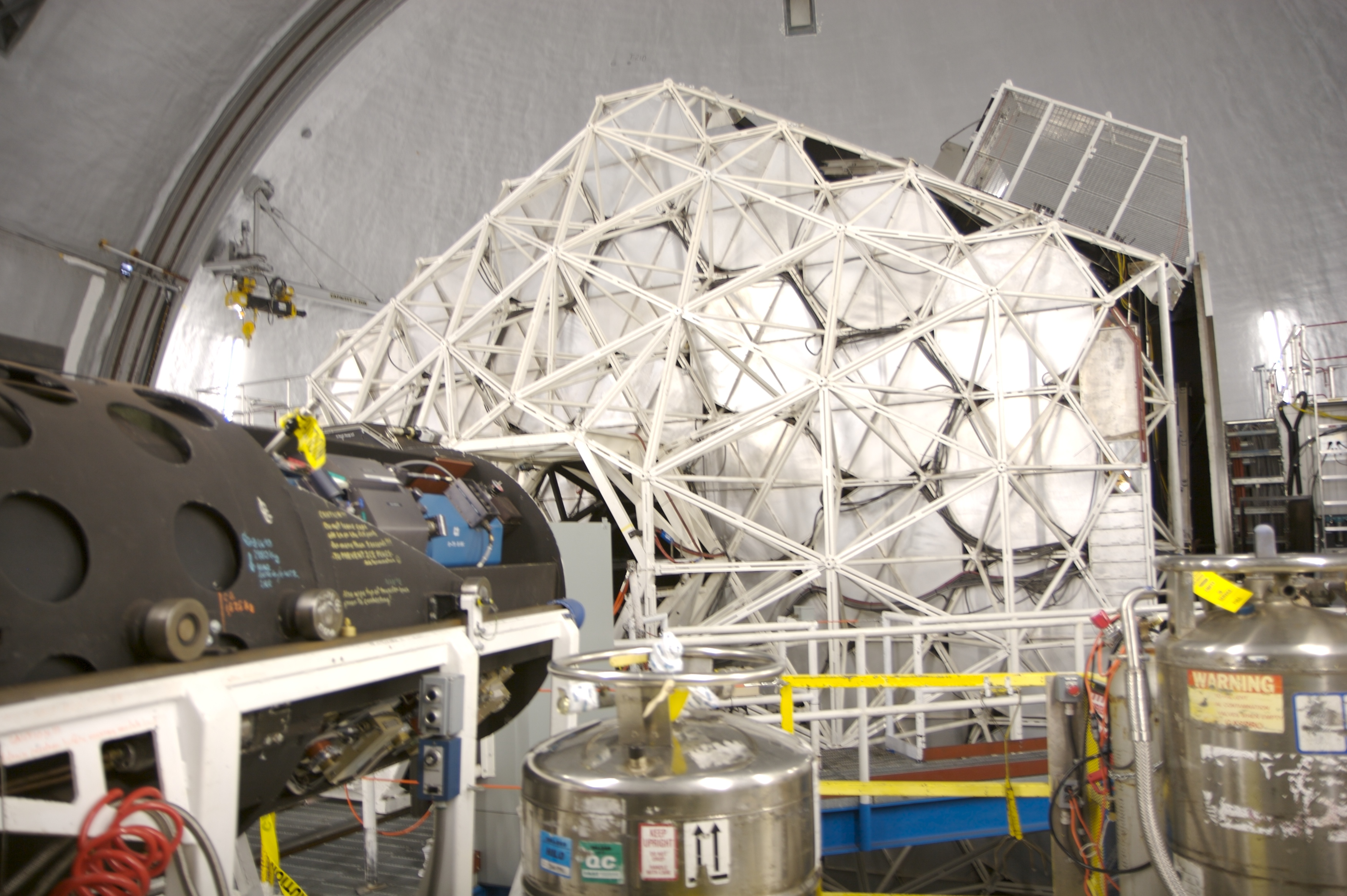
Achterzijde van de hoofdspiegel van een van de Keck-telescopen op Mauna Kea, Hawaï. Ook hier is de hexagonale vorm van de segmenten te zien.

Een gesegmenteerde spiegel is een patroon van spiegels die dienen als segmenten van een grote gebogen spiegel. De segmenten kunnen sferisch of asymmetrisch zijn (bijvoorbeeld een gedeelte uit een parabolische spiegel.) Zij worden gebruikt in objectieven voor grote spiegeltelescopen, waaronder de zogenaamde extreem grote telescopen (ELT’s). Daar spiegels niet veel groter dan met een diameter van ca. 8 m kunnen worden vervaardigd, zijn gesegmenteerde spiegels een essentieel onderdeel van deze grote telescopen.
Vaak zijn de segmenten regelmatige zeshoeken, zoals op de beide foto’s hiernaast, maar noodzakelijk is dit niet. De Giant Magellan Telescope bijvoorbeeld krijgt cirkelvormige segmentspiegels. Voor de lichtsterkte van de telescoop telt het totale oppervlak van de segmenten; dit hoeft niet noodzakelijkerwijs een aaneengesloten oppervlak te zijn. De grootste afstand tussen de segmenten bepaalt de resolutie (zie ook Apertuursynthese).
Gesegmenteerde spiegels zijn goed te combineren met actieve optiek: elk van de segmenten kan afzonderlijk worden ingesteld om invloeden van de spiegelbewegingen te compenseren.

## Voorbeelden van hedendaagse telescopen met gesegmenteerde spiegels
- De beide Keck-telescopen
- Hobby-Eberly-telescoop
- Southern African Large Telescope
- Gran Telescopio Canarias (GTC), met 36 segmenten[3][4]

## Geplande gesegmenteerde-spiegeltelescopen
- Thirty Meter Telescope (TMT), met een diameter van 30 m
- European Extremely Large Telescope (E-ELT), met een diameter van 42 m
- Giant Magellan Telescope (GMT) krijgt zeer grote segmenten

Overwogen, maar voorlopig opgeschort:
- Overwhelmingly Large Telescope (OWL), zou oorspronkelijk 100 m worden, later beperkt tot 60 m

## Overzicht telescopen
| Optische telescopen groter dan 4 meter                                                                                                  | Optische telescopen groter dan 4 meter | Optische telescopen groter dan 4 meter | Optische telescopen groter dan 4 meter                 | Optische telescopen groter dan 4 meter      | Optische telescopen groter dan 4 meter |
| Naam | Diameter (m)                           | Spiegel                                | Nationaliteit van de sponsors                          | Locatie                                     | In gebruik                             |
| --- | -------------------------------------- | -------------------------------------- | ------------------------------------------------------ | ------------------------------------------- | -------------------------------------- |
| A. "Extreem grote telescopen" (diameter > 20 m):                                                                                        |                                        |                                        |                                                        |                                             |                                        |
| Extremely Large Telescope (ELT) | 39,3                                   | 798 segm. à 1,45 m                     | ESO-landen                                             | Cerro Armazones, Chili                      | gepland ca. 2027                       |
| Thirty Meter Telescope (TMT) | 30                                     | 492 segm. à 1,4 m                      | VS, Canada, Japan, China                               | Mauna Kea-observatorium, Hawaï              | gepland ?                              |
| Giant Magellan Telescope (GMT) | 24,5                                   | 7 spiegels à 8,4 m                     | VS, Australië, Korea                                   | Las Campanas-observatorium, Chili           | gepland ca. 2030                       |
| B. Overige telescopen groter dan 4 meter:                                                                                               |                                        |                                        |                                                        |                                             |                                        |
| Very Large Telescope 1 t/m 4 | 4 × 8,2 = 32,8                         | 4 × enkel                              | ESO-landen + Chili                                     | Paranal-observatorium, Chili                | 1998-2001                              |
| Keck-telescopen I en II | 2 × 10 = 20                            | gesegmenteerd                          | VS                                                     | Mauna Kea-observatorium, Hawaï              | 1993, 1996                             |
| Large Binocular Telescope (LBT) | 2 × 8,4 = 11,8                         | 2 × enkel                              | VS, Italië, Duitsland                                  | Mount Graham Int.-obs., Arizona             | 2007                                   |
| Gran Telescopio Canarias (GTC) | 10,4                                   | gesegmenteerd                          | Spanje, Mexico, VS                                     | Obs. R. de los Muchachos, Can. Eil.         | 2006                                   |
| Southern African Large Telescope (SALT)                                                                                                 | 9,5                                    | gesegmenteerd                          | Zd.-Afrika, VS, VK, Duitsland, Polen, Nw.-Zeeland      | South African Astron. Obs., Zd.-Afrika      | 2005                                   |
| Hobby-Eberly-telescoop (HET) | 9,2                                    | gesegmenteerd                          | VS, Duitsland                                          | McDonald-observatorium, Texas               | 1997                                   |
| Subaru-telescoop (JNLT) | 8,3                                    | enkel                                  | Japan                                                  | Mauna Kea-observatorium, Hawaï              | 1999                                   |
| Gemini North | 8,1                                    | enkel                                  | VS, VK, Canada, Chili, Australië, Argentinië, Brazilië | Mauna Kea-observatorium, Hawaï              | 1999                                   |
| Gemini South | 8,1                                    | enkel                                  | VS, VK, Canada, Chili, Australië, Argentinië, Brazilië | Cerro Pachón, Chili                         | 2001                                   |
| Atacama-obs. v.d. Univ. van Tokio (TAO)                                                                                                 | 6,5                                    | enkel                                  | Japan                                                  | Cerro Chajnantor, Chili                     | 2011?                                  |
| Multiple/Magnum Mirror Telescope (MMT)                                                                                                  | 6,5                                    | enkel                                  | VS                                                     | Fred L. Whipple Obs., Arizona               | 1987, 2002                             |
| Magellan-1 (‘W. Baade’) en -2 (‘L. Clay’)                                                                                               | 6,5                                    | enkel                                  | VS                                                     | Las Campanas-observatorium, Chili           | 2000, 2002                             |
| Bolshoi Teleskop Alt-azimutalnyi (BTA-6)                                                                                                | 6                                      | enkel                                  | Rusland                                                | Zelentsjoekskaja, Karatsjaj-Tsjerk. (Rusl.) | 1976                                   |
| Large Zenith Telescope (LZT) | 6                                      | vloeibaar                              | Canada, Frankrijk                                      | M. Knapp Research Forest, Brits-Columbia    | 2003                                   |
| Haletelescoop | 5                                      | enkel                                  | VS                                                     | Palomar-observatorium, Californië           | 1948                                   |
| William Herschel-telescoop | 4,2                                    | enkel                                  | VK, Nederland, Spanje                                  | Obs. R. de los Muchachos, Can. Eil.         | 1987                                   |
| Southern Astrophys. Res. Telescope (SOAR)                                                                                               | 4,1                                    | enkel                                  | VS, Brazilië                                           | Cerro Pachón, Chili                         | 2002                                   |
| Niet opgenomen zijn telescopen die nog overwogen worden (zoals de Overwhelmingly Large Telescope (OWL), voorlopig opgeschort, zie ESO). |                                        |                                        |                                                        |                                             |                                        |